# Burgos (Ilocos Sur)
Burgos is een gemeente in de Filipijnse provincie Ilocos Sur op het eiland Luzon. Bij de laatste census in 2010 telde de gemeente bijna 12 duizend inwoners.

## Geografie

### Bestuurlijke indeling
Burgos is onderverdeeld in de volgende 26 barangays:
| - Ambugat - Balugang - Bangbangar - Bessang - Cabcaburao - Cadacad - Callitong - Dayanki - Dirdirig - Lesseb - Lubing - Lucaban - Luna | - Macaoayan - Mambug - Manaboc - Mapanit - Nagpanaoan - Paduros - Patac - Poblacion Norte - Poblacion Sur - Sabangan Pinggan - Subadi Norte - Subadi Sur - Taliao |

## Demografie
Burgos had bij de census van 2010 een inwoneraantal van 11.679 mensen. Dit waren 220 mensen (1,9%) meer dan bij de vorige census van 2007. Ten opzichte van de census van 2000 was het aantal inwoners gegroeid met 504 mensen (4,5%). De gemiddelde jaarlijkse groei in die periode kwam daarmee uit op 0,44%, hetgeen lager was dan het landelijk jaarlijks gemiddelde over deze periode (1,90%).

De bevolkingsdichtheid van Burgos was ten tijde van de laatste census, met 11.679 inwoners op 44,38 km², 263,2 mensen per km².